# آورون-برژل
آورون-برژل (به فرانسوی: Avéron-Bergelle) یک کمون در فرانسه است که در canton of Aignan واقع شده‌است. آورون-برژل ۱۴٫۷ کیلومتر مربع مساحت دارد ۱۶۰ متر بالاتر از سطح دریا واقع شده‌است.